# Gheorghe Cacoveanu
Gheorghe Cornel Cacoveanu (n. 16 septembrie 1935, Ocna Mureș, România – d. 23 noiembrie 2001, București, România) a fost un fotbalist român retras din activitate, care a jucat pe postul de atacant.

## Carieră
A inceput fotbalul la echipa de juniori Soda Ocna Mures,  dupa care a plecat la Scoala profesionala la Campia Turzii unde a debutat la Metalul Câmpia Turzii în 1951 și promovează cu echipa în Divizia A. În 1955 a jucat pentru un sezon la Progresul București înainte de ajunge la Steaua București. În nouă ani la Steaua, a marcat 25 de goluri în 124 de meciuri. A făcut parte din echipa de aur a Stelei. Spre sfârșitul carierei fotbalistice a făcut parte din echipele Dinamo Pitești, Minerul Baia Mare și ultima, din Divizia C, Tehnometal București.

## Titluri
- De 3 ori Campion al României cu Steaua (1956, 1959-1960 și 1960-1961)
- De 2 ori câștigător al Cupei României (1955, 1961-1962)

## Trivia
- Având o statură relativ mică, Gheorghe Cacoveanu era un jucător tehnic, cu o viteză deosebită.
- Cel mai important gol al carierei a fost cel din meciul dintre România și Iugoslavia din 22 aprilie 1956.[1]